# 호구포로
호구포로(Hogupo-ro, 이전 명칭 : 호구포길)는 인천광역시 남동구 고잔동 해안지하차도와 부평구 부평동 동수지하차도를 잇는 인천광역시의 도로이다.

## 역사
- 2005년 7월 6일 : 만월산터널(인천광역시 남동구 간석동 ~ 부평구 부평동) 2.87km 구간 개통[1]
- 2009년 7월 10일에 : 2개 이상 시·도에 걸쳐 있는 도로로 호구포로를 고시[2]

## 주요 경유지
인천광역시
- 남동구 (고잔동 · 논현동 · 도림동 · 남촌동 · 수산동 · 구월동 · 간석동 · 만수동) - 부평구 부평동

## 경유지
| 이름                          | 접속 노선                                                                | 소재지              | 소재지              | 비고                |
| 인천신항대로와 직결           | 인천신항대로와 직결                                                      | 인천신항대로와 직결 | 인천신항대로와 직결 | 인천신항대로와 직결 |
| ----------------------------- | ------------------------------------------------------------------------ | ------------------- | ------------------- | ------------------- |
| (해안지하차도)                | 국도 제77호선 국가지원지방도 제84호선 국가지원지방도 제98호선 (아암대로) | 인천광역시          | 남동구              |                     |
| 공단2단지사거리               | 앵고개로                                                                 | 인천광역시          | 남동구              |                     |
| 호구포길사거리                | 청능대로                                                                 | 인천광역시          | 남동구              |                     |
| (논현2,3단지)                 | 은봉로                                                                   | 인천광역시          | 남동구              |                     |
| (인천금융고등학교)            | 함박뫼로                                                                 | 인천광역시          | 남동구              |                     |
| 사리울삼거리                  | 남동대로370번길                                                          | 인천광역시          | 남동구              |                     |
| 큰방죽사거리                  | 비류대로                                                                 | 인천광역시          | 남동구              |                     |
| 남촌농산물도매시장            | 남촌로                                                                   | 인천광역시          | 남동구              |                     |
| 선수촌사거리                  | 매소홀로                                                                 | 인천광역시          | 남동구              |                     |
| (찬우물근린공원)              | 인하로                                                                   | 인천광역시          | 남동구              |                     |
| 작은구월사거리                | 인주대로                                                                 | 인천광역시          | 남동구              |                     |
| 모래마을사거리 (모래내시장역) | 구월로                                                                   | 인천광역시          | 남동구              |                     |
| 간석사거리                    | 국도 제42호선 (백범로)                                                   | 인천광역시          | 남동구              |                     |
| (청산빌딩)                    | 만월로 용천로176번길 호구포로928번길                                     | 인천광역시          | 남동구              |                     |
| 만월산터널 요금소             |                                                                          | 인천광역시          | 남동구              |                     |
| 만월산터널                    |                                                                          | 인천광역시          | 남동구              | 연장 1,500m         |
| 만월산터널                    | 부평구                                                                   | 인천광역시          |                     | 연장 1,500m         |
| 동수지하차도                  | 동수로                                                                   | 인천광역시          |                     |                     |
| 장제로와 직결                 |                                                                          |                     |                     |                     |

## 주요 건물 및 시설
- 한일철강 남동제2공장 (인천광역시 남동구 호구포로 59)
- 호구포역 (인천광역시 남동구 호구포로 205)
- 논현종합사회복지관 (인천광역시 남동구 호구포로 292)
- 인천구월아파트우편취급국 (인천광역시 남동구 호구포로 779)
- 올림피아병원 (인천광역시 남동구 호구포로 836)
- 청산빌딩 (인천광역시 남동구 호구포로 921)

## 사진

### 도로 및 시설물

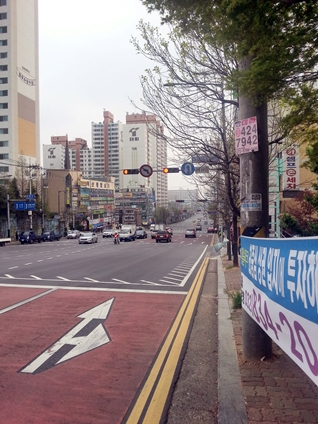
만월산터널 쪽에서 간석사거리 방향으로
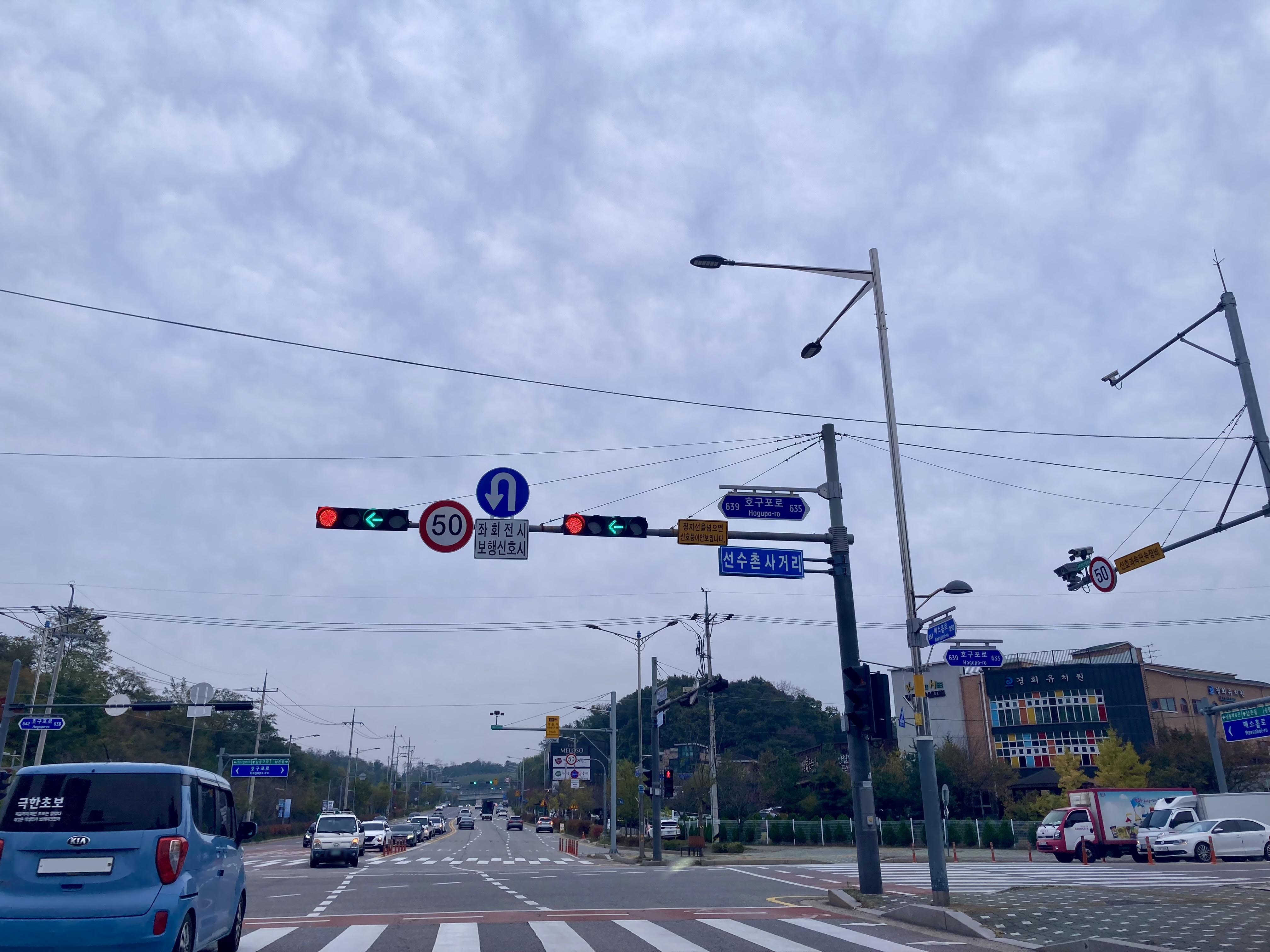
선수촌사거리
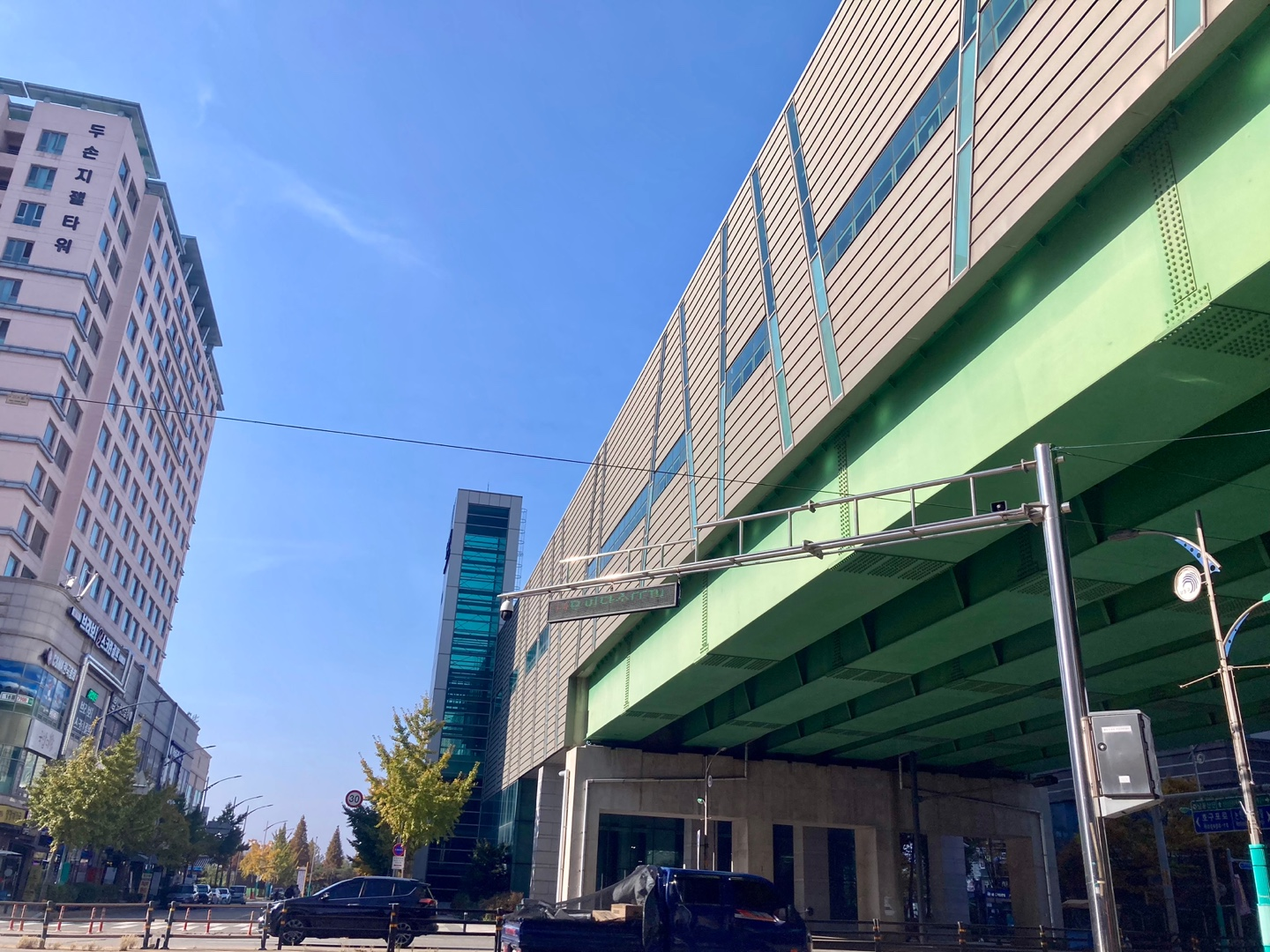
호구포역 역사 아래
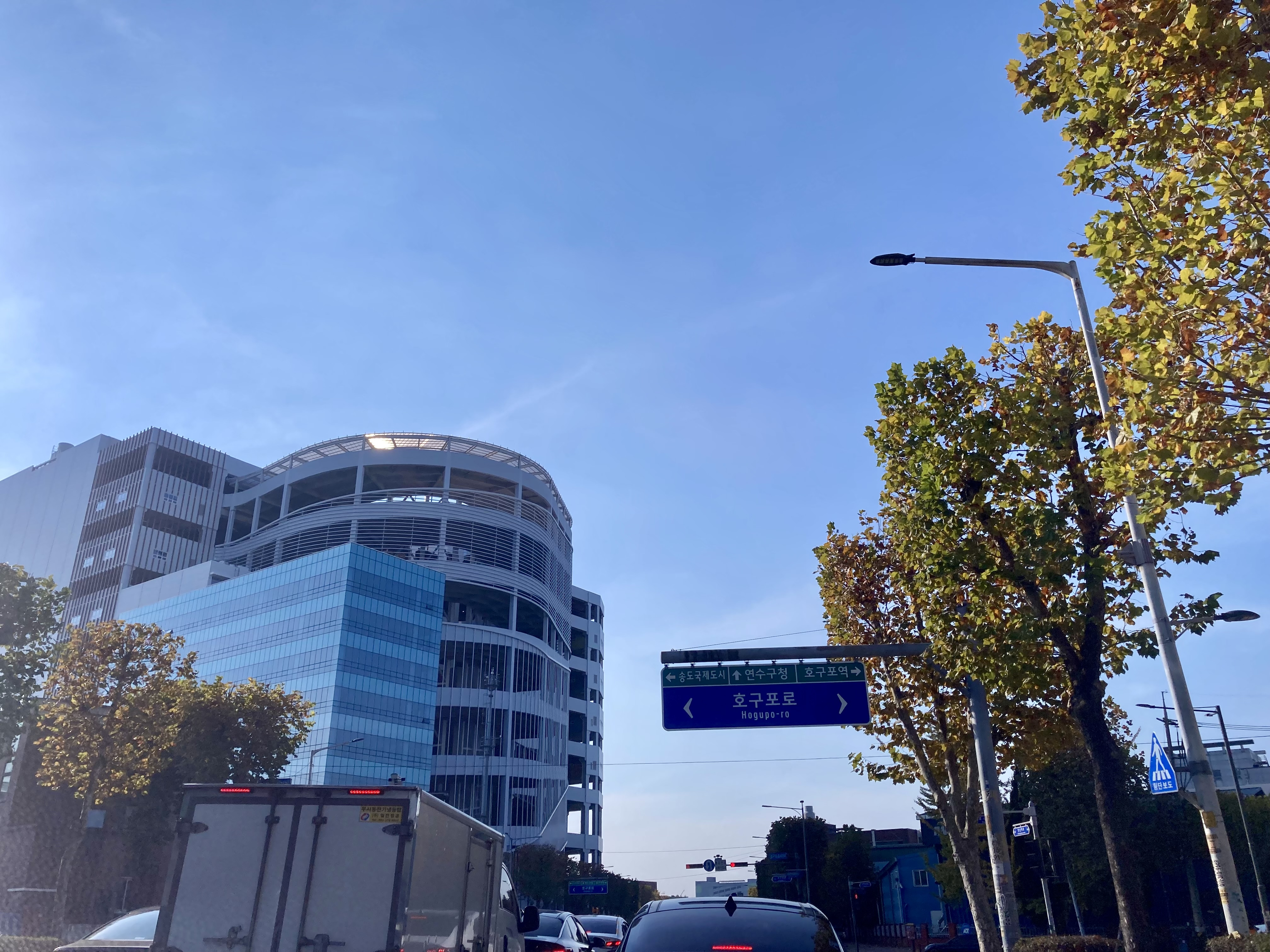
청능대로 교차지점
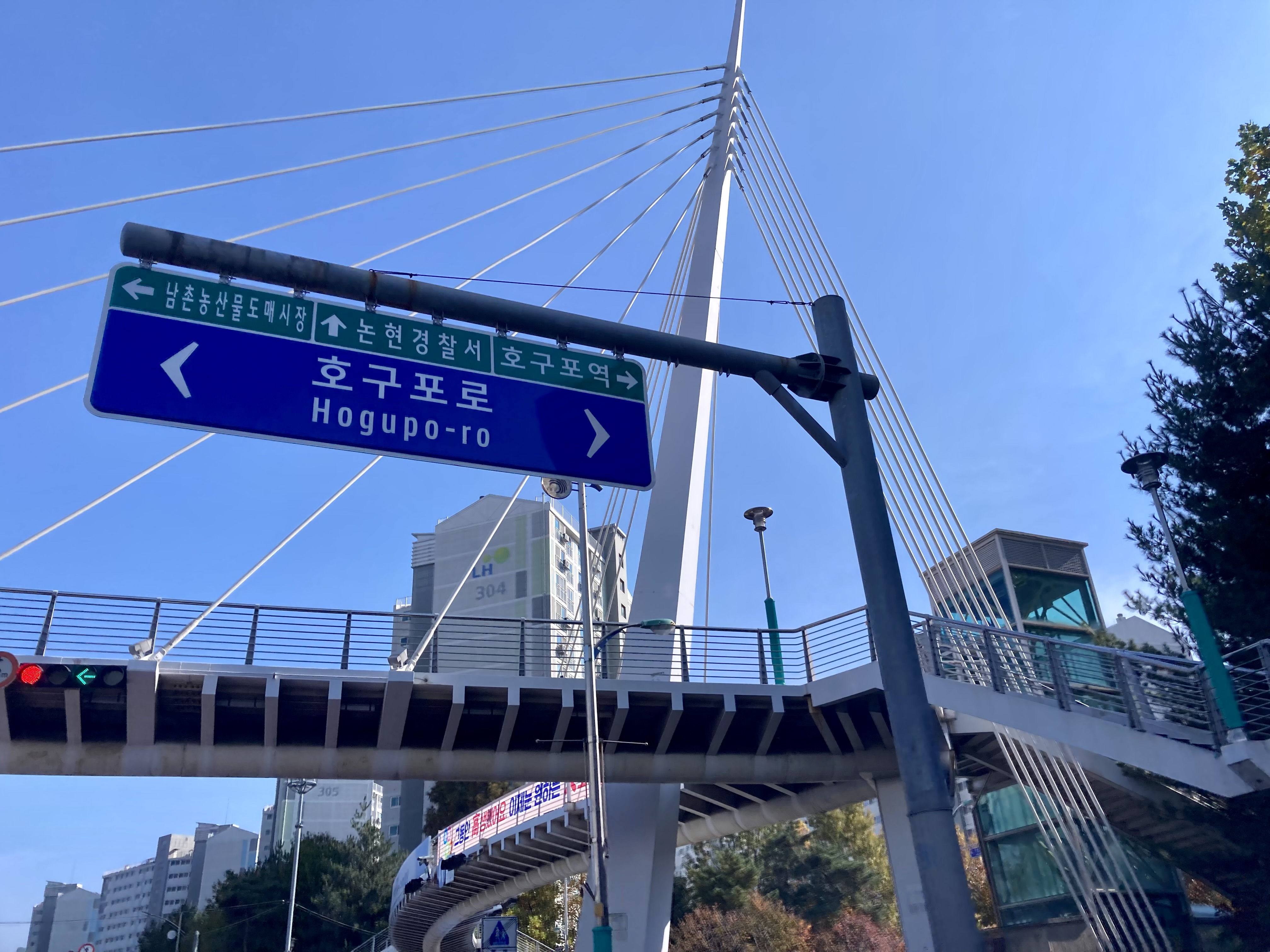
은봉로 교차지점 표지판
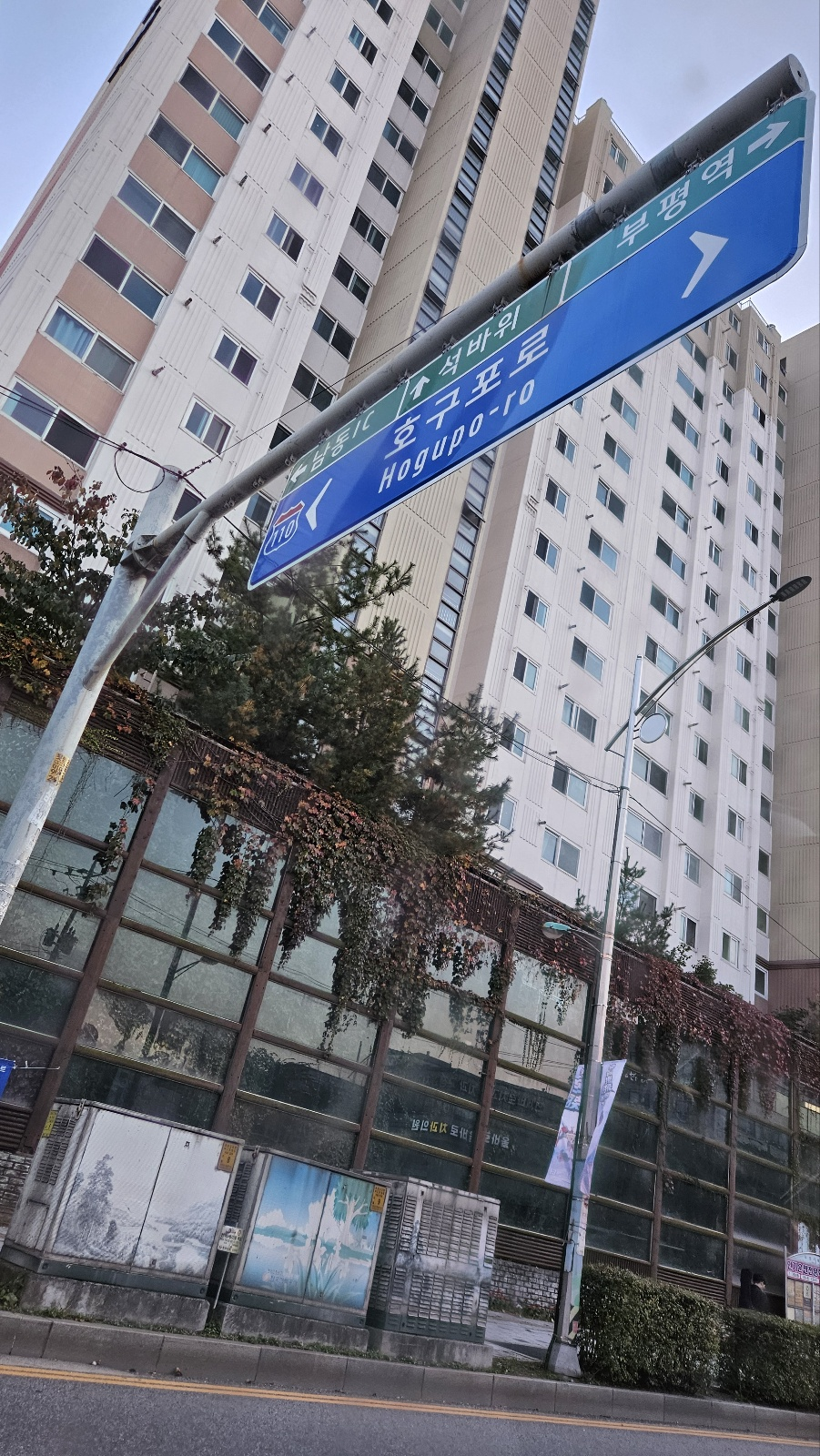
남동구 모래네시장, 롯데캐슬 구간 호구포로 표지판
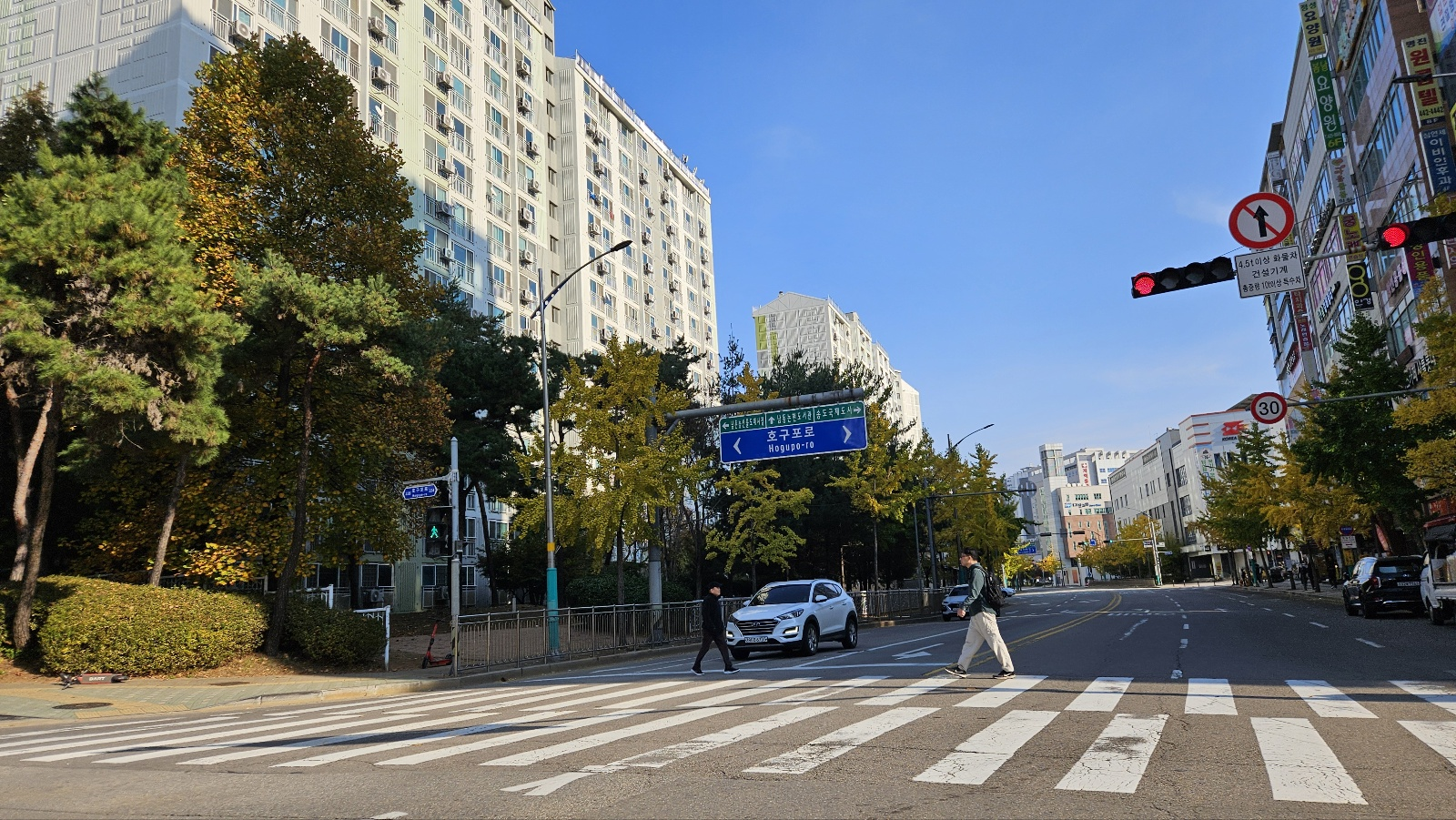
농협 호구포지점 앞 호구포로 표지판
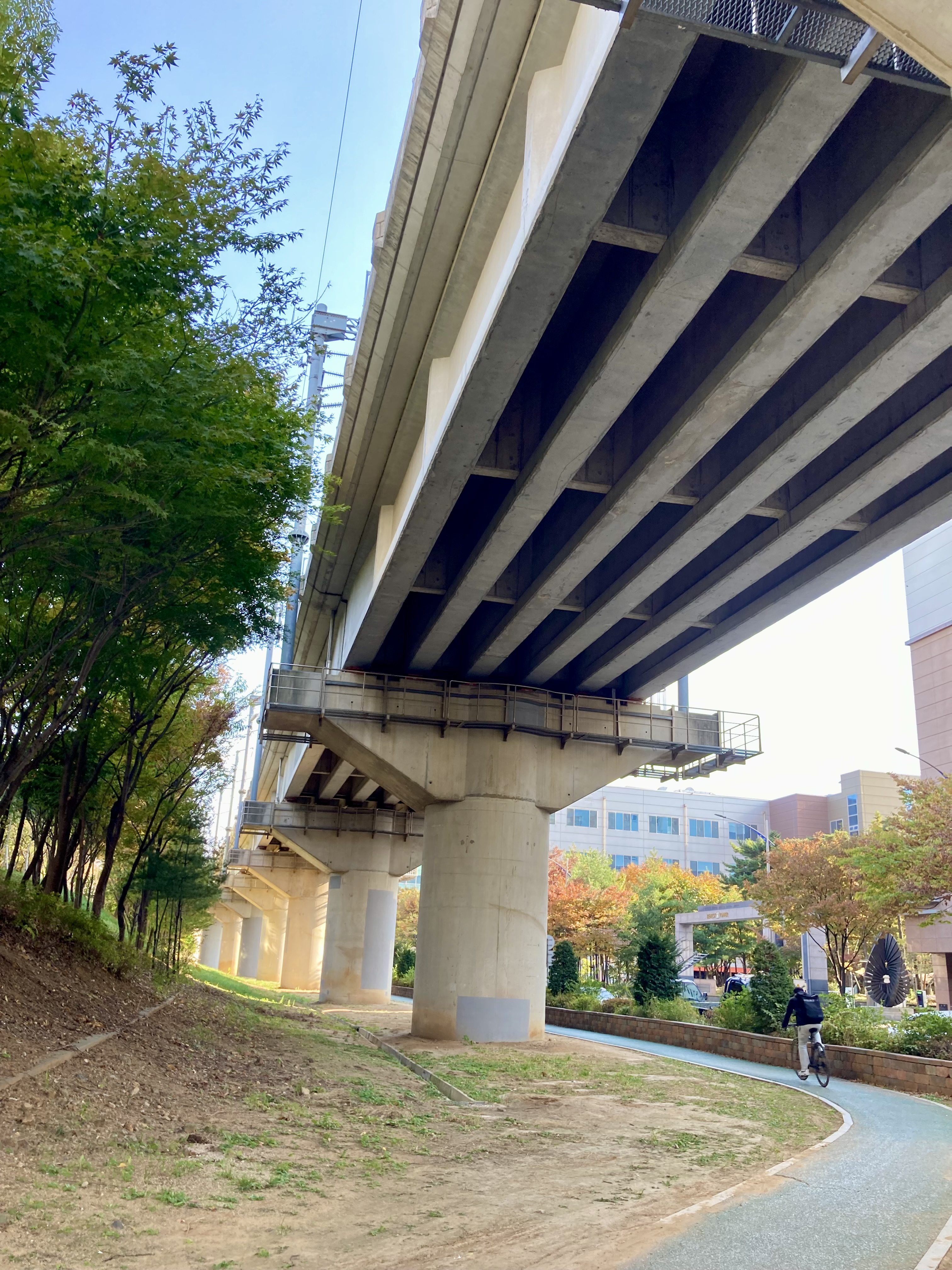
호구포역 열린공원
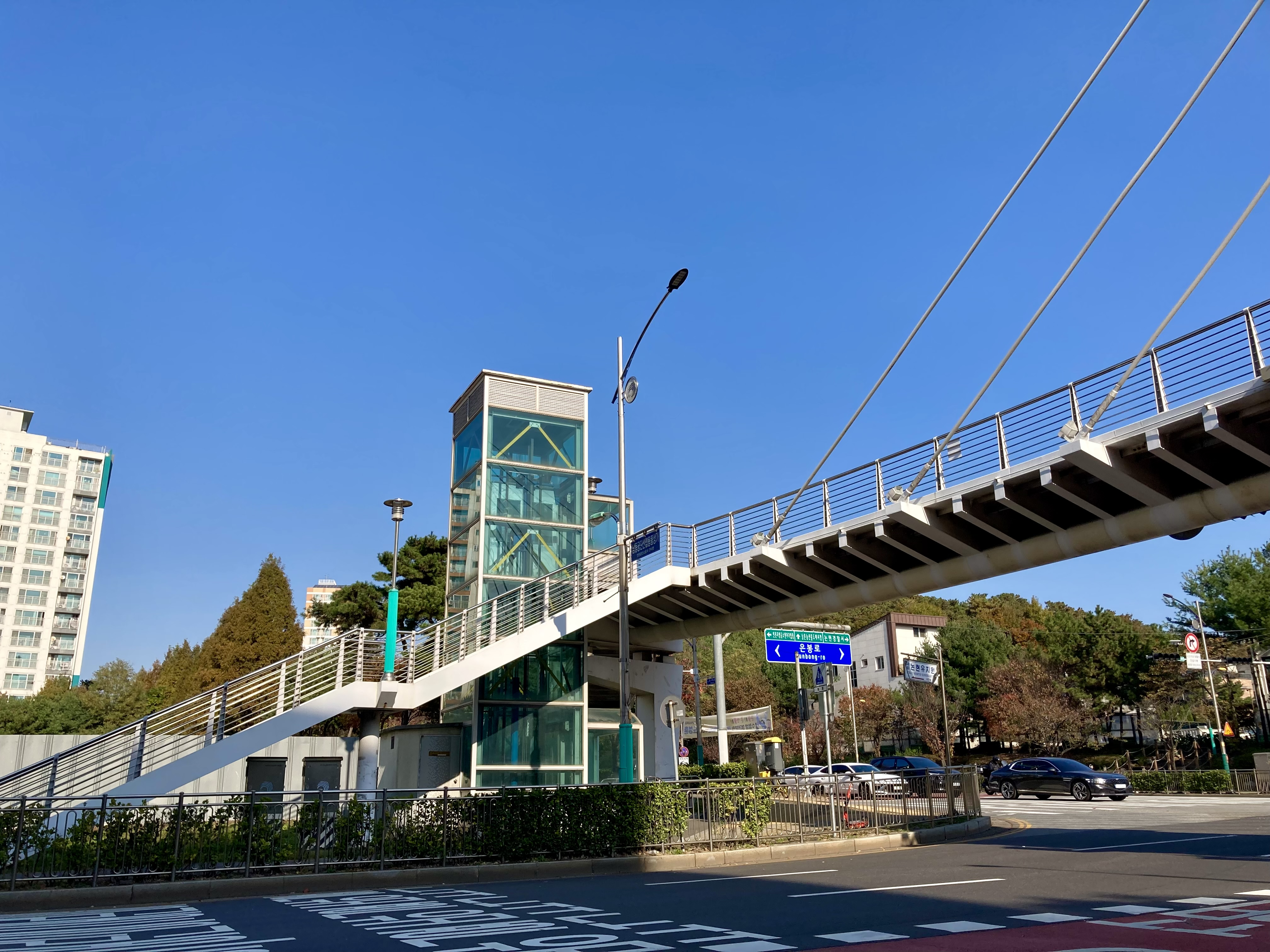
은봉로 육교(교차지점)
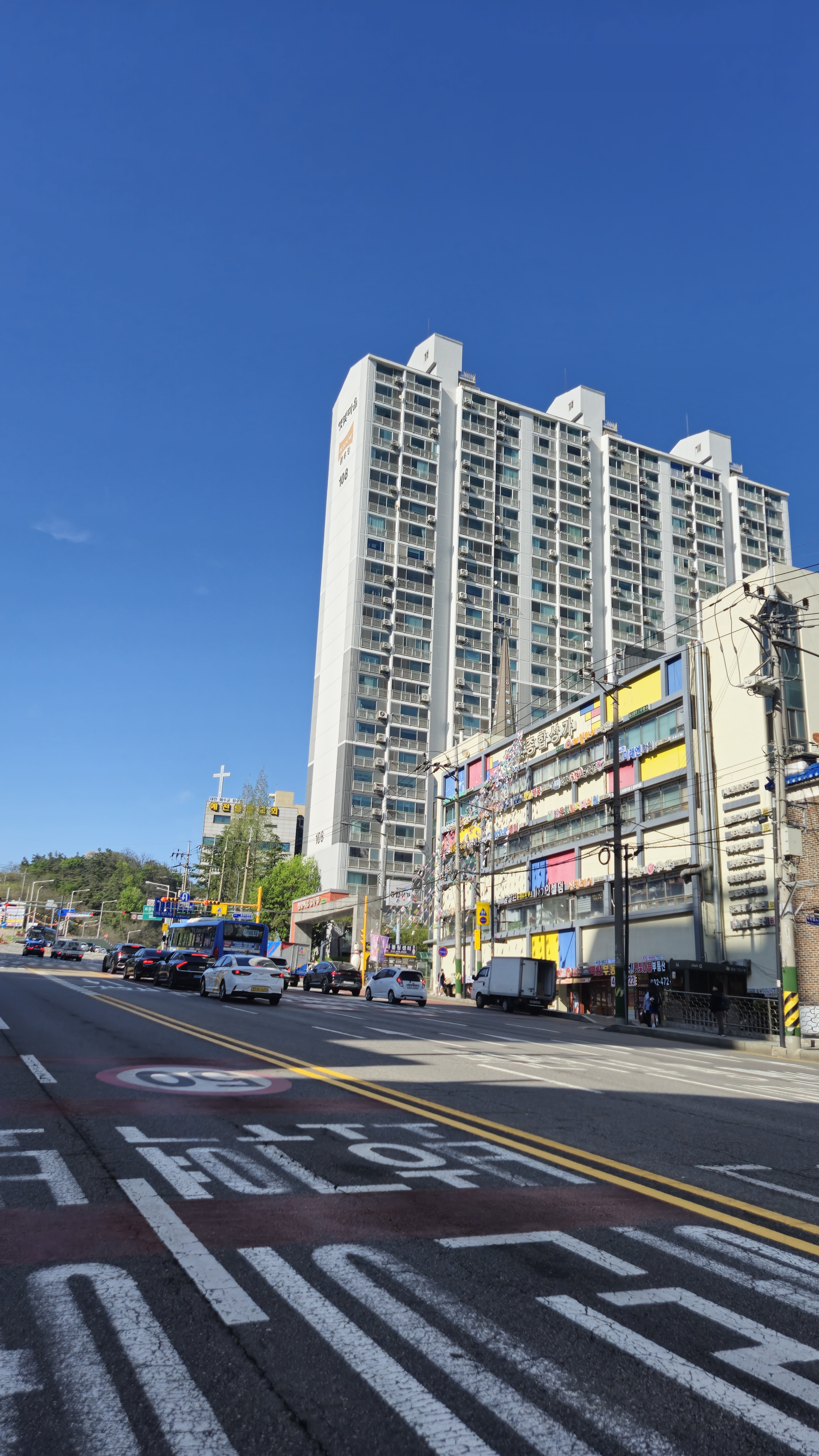
간석동 호구포로

### 주요건물

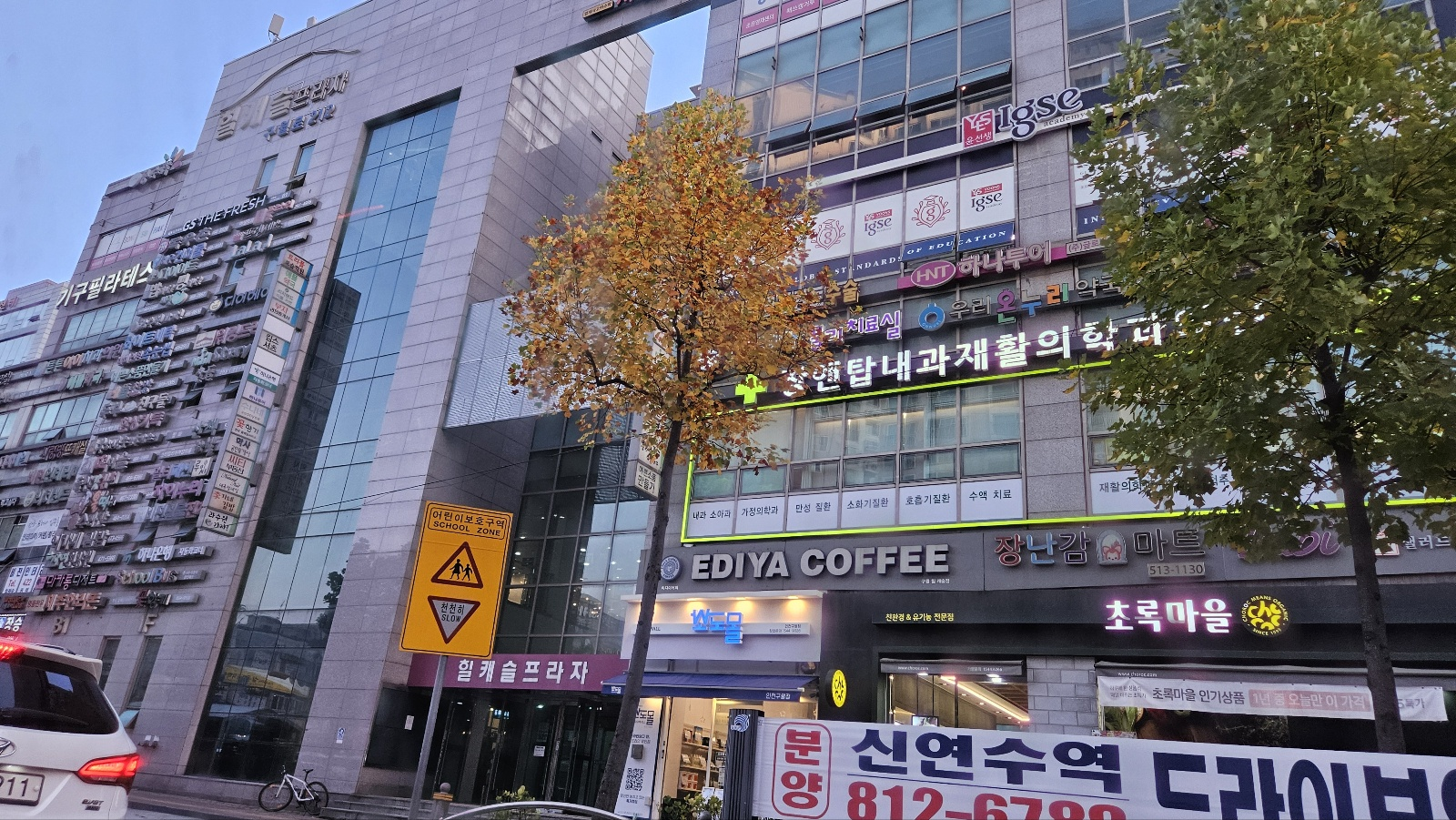
호구포로, 모래내시장역 근방 힐캐슬프라자
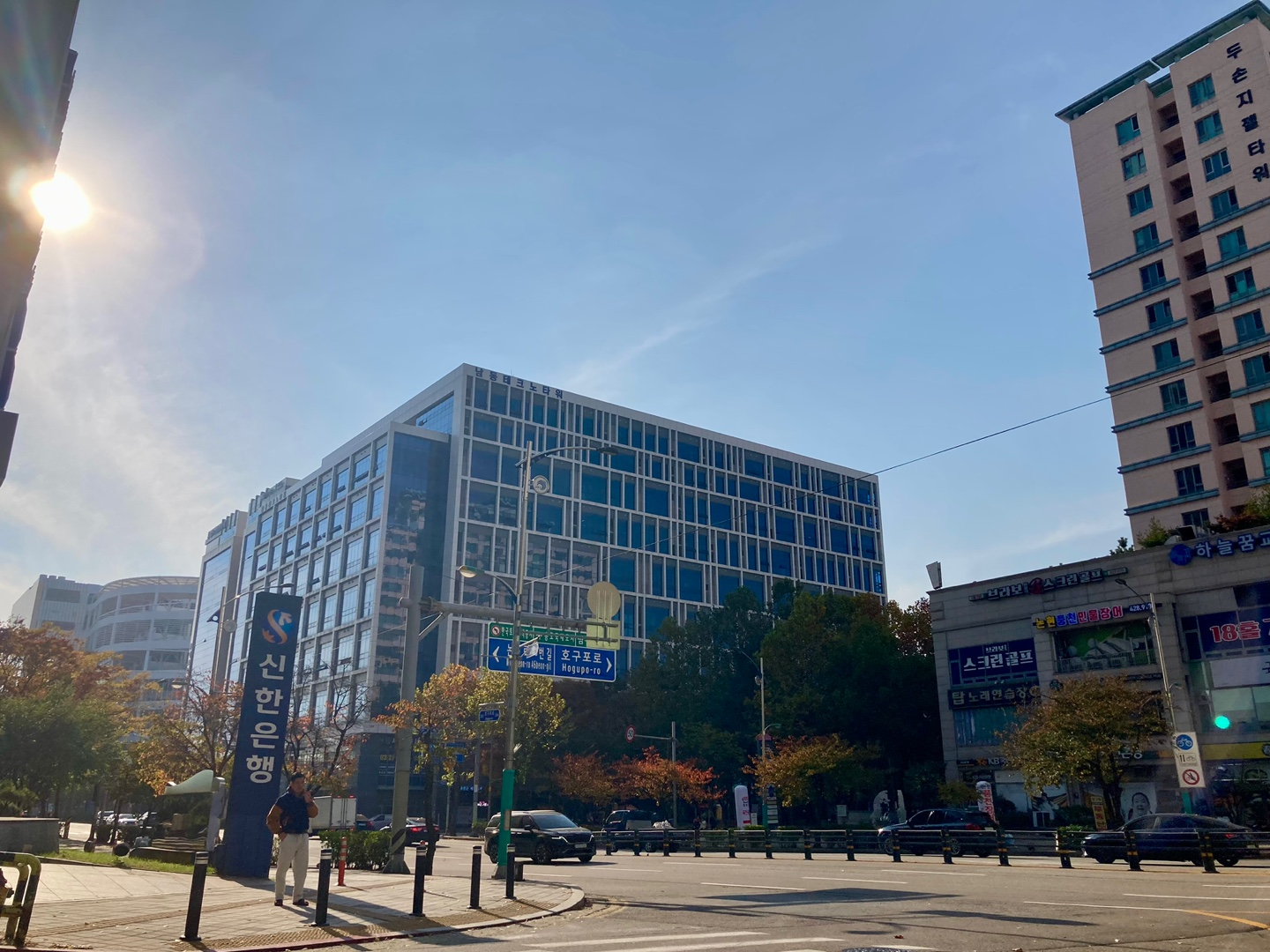
호구포역 남동테크노타워
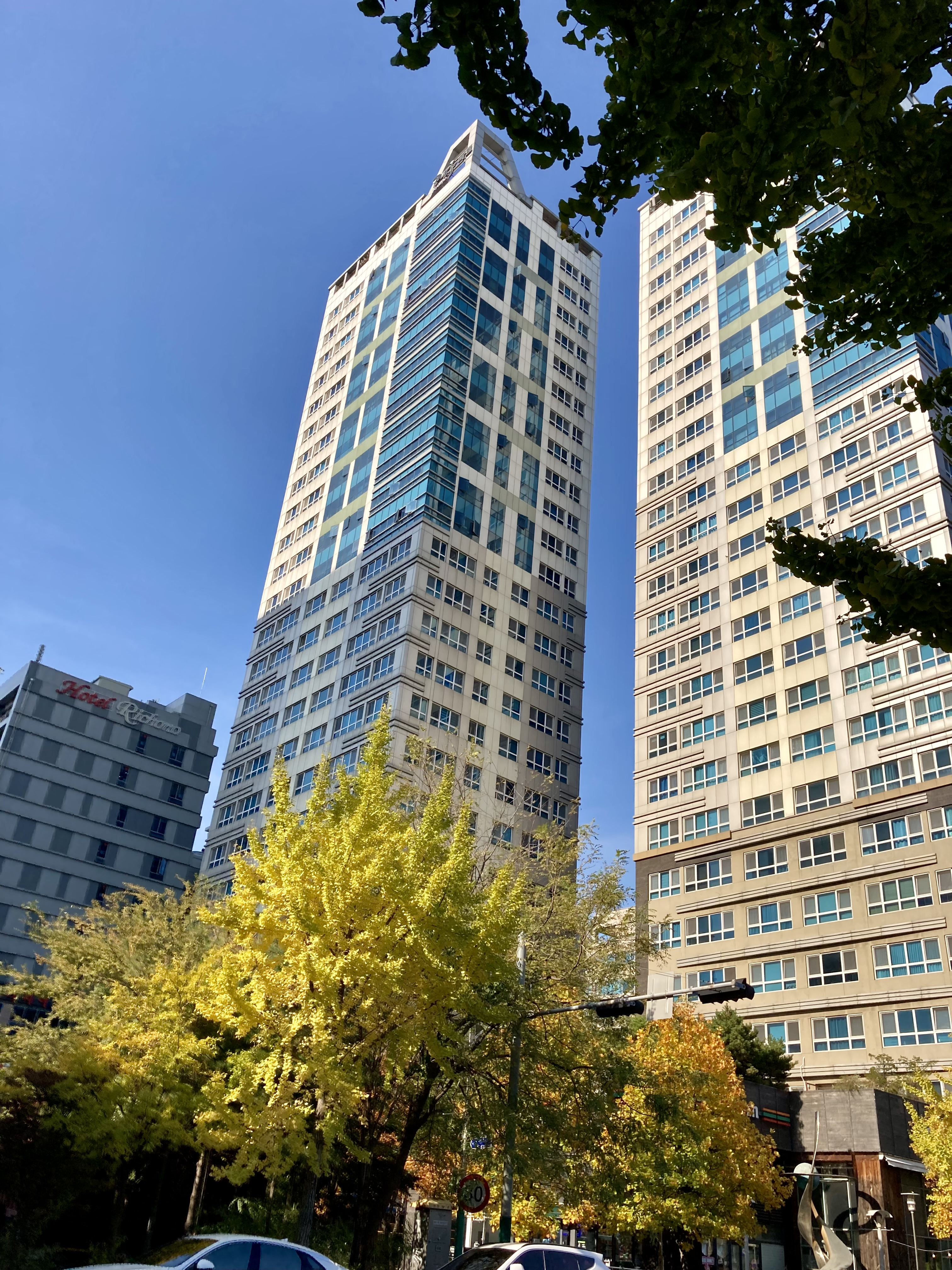
논현코아루파크
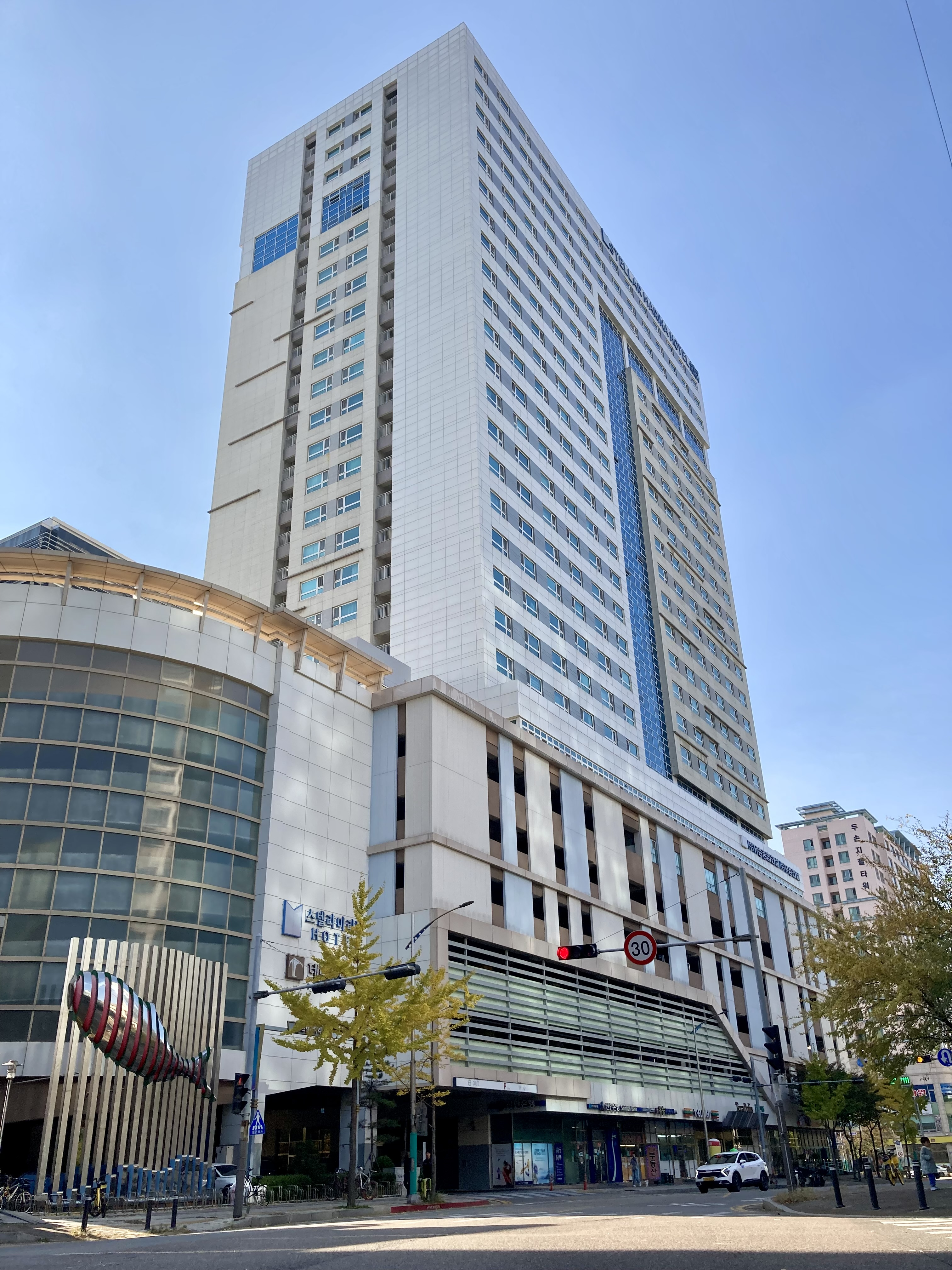
논현호구포역 유승테라폴리스
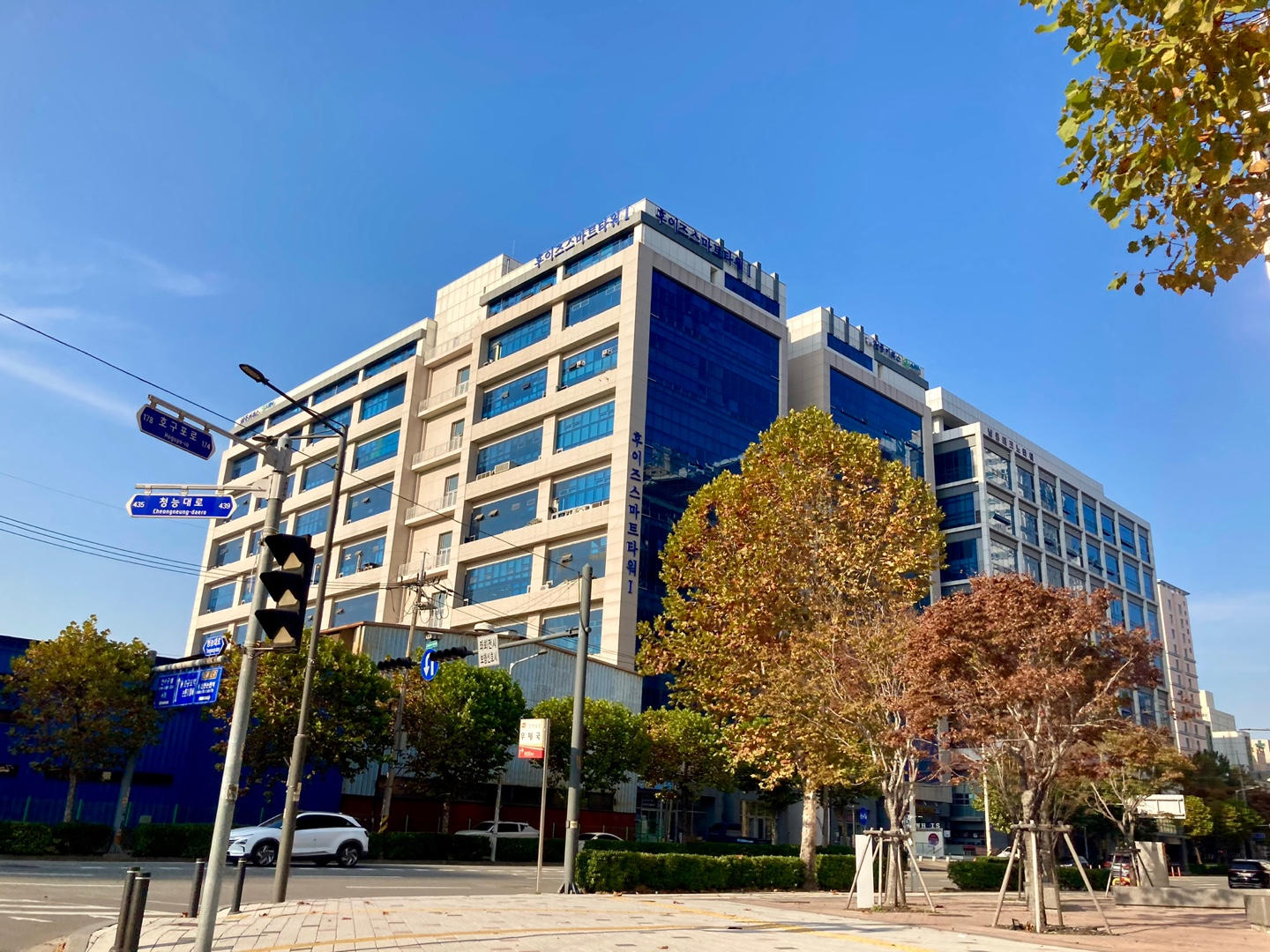
후이즈타워(호구포로 183)